# Mesoleptus olistherus
Mesoleptus olistherus là một loài tò vò trong họ Ichneumonidae.